# 甲東中学校前停留場
甲東中学校前停留場（こうとうちゅうがっこうまえていりゅうじょう）は、鹿児島県鹿児島市樋之口町にある鹿児島市電の停留場。鹿児島市電1系統が使用する。

## 歴史

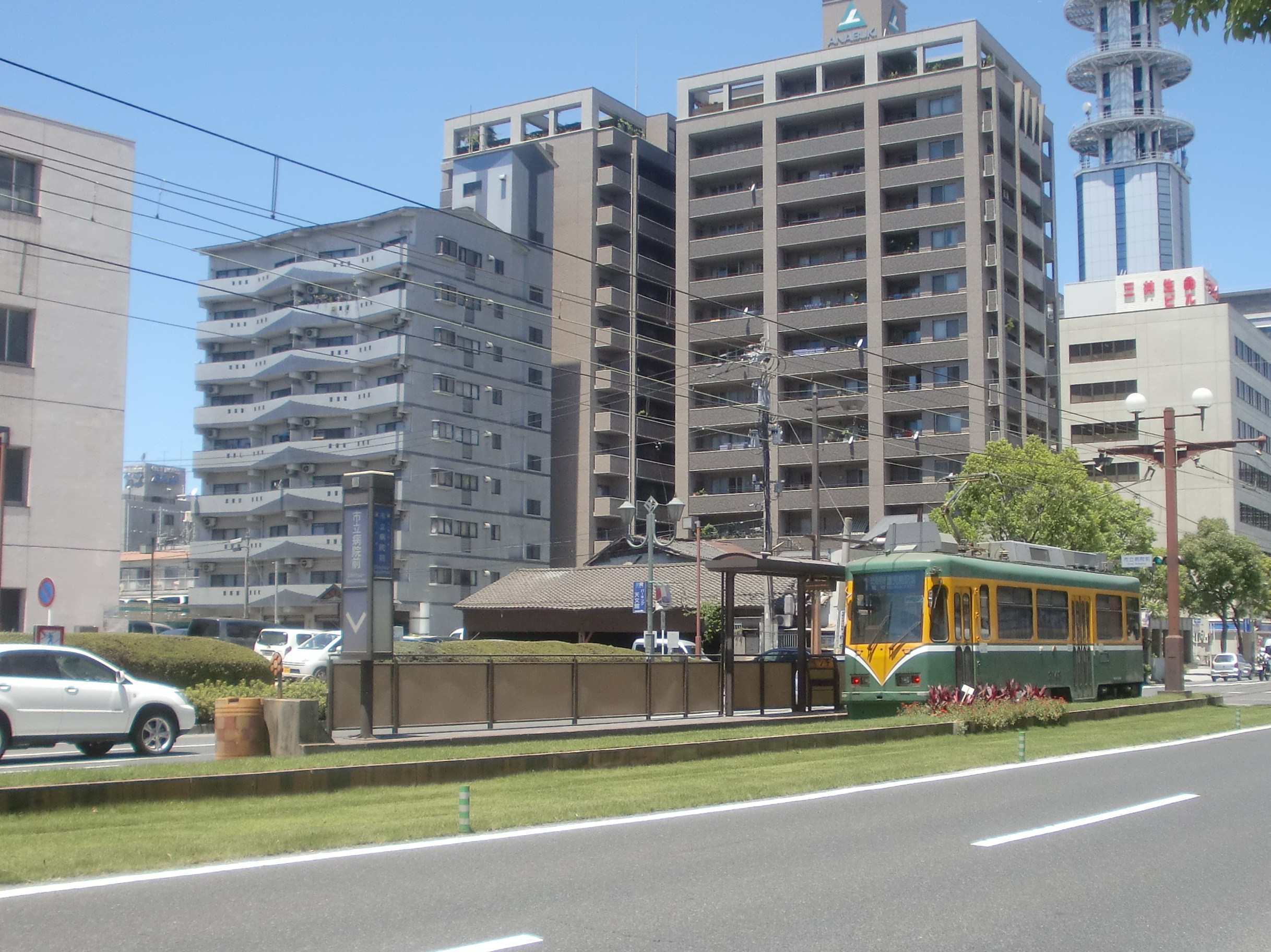
市立病院前停留場時代

- 1914年（大正3年）7月3日：鹿児島電気軌道により樋之口町停留場（てのくちちょうていりゅうじょう）として設置。
- 1928年（昭和3年）7月1日：鹿児島市電気局に移管。
- 1933年（昭和8年）1月26日：鹿児島市交通課に移管。
- 1948年（昭和23年）10月10日：市立病院前停留場に改名。
- 1952年（昭和27年）10月1日：鹿児島市交通局に移管。
- 2015年（平成27年）5月1日：市立病院移転により、甲東中学校前停留場へ改称[1]。

かつて樋之口町に存在していた鹿児島市立病院の最寄の停留場であったため、長らく市立病院前という名前であったが、病院の移転に伴い2015年に現在の名前に改称された。同じ日に、移転先の最寄であるたばこ産業前停留場が当停留場と入れ替わる形で市立病院前停留場に改称されている。

## 構造
- 2面2線の相対式ホーム。地上駅。各のりばは電車が通過しない限りいつでも行き来できる。
- 両のりばに電車接近表示機及びアナウンスがある。
- 両のりばとも車椅子の使用は可。ただし、電動車椅子はホーム幅が規定に足りないため不可。
- 無人駅で、乗車券などの販売は行っていない。

### のりば
- 1系統 - 騎射場、郡元、谷山方面
- 1系統 - 天文館、鹿児島駅前方面

## 利用状況
| 年度   | 1日平均 乗降人員 |
| ------ | ---------------- |
| 2011年 | 816              |
| 2012年 | 849              |
| 2013年 | 885              |
| 2014年 | 854              |
| 2015年 | 586              |

## 周辺
教育施設
- 鹿児島市立甲東中学校

警察署
- 鹿児島中央警察署

## バス路線
鹿児島交通と鹿児島市営バス、南国交通の甲東中学校前バス停が利用可能である。
（下記は各系統の行先）

### 甲東中学校前バス停
| 甲東中学校前バス停（上り）−鹿児島県鹿児島市加治屋町 |                          |                        |            |
| 系統番号                                            | 経由地                   | 行先                   | 運行       |
| 1                                                   | 天文館・金生町           | 鹿児島駅前             | 鹿児島交通 |
| 2                                                   | 天文館・金生町           | 水族館前               | 鹿児島交通 |
| 2                                                   | 天文館・金生町           | 鹿児島駅前             | 鹿児島交通 |
| 6                                                   | 天文館                   | 金生町                 | 鹿児島交通 |
| 6-2                                                 | 天文館・金生町           | 市役所前               | 鹿児島交通 |
| 6-3                                                 | 天文館・金生町           | 鹿児島駅前             | 鹿児島交通 |
| 7                                                   | 天文館                   | 金生町                 | 鹿児島交通 |
| 8                                                   | 天文館                   | 金生町                 | 鹿児島交通 |
| 9                                                   | 天文館・金生町           | 市役所前               | 鹿児島交通 |
| 14                                                  | 天文館                   | 金生町                 | 鹿児島交通 |
| 15                                                  | 天文館・金生町           | 市役所前               | 鹿児島交通 |
| 15                                                  | 天文館・金生町           | 水族館前               | 鹿児島交通 |
| 15-3                                                | 天文館・金生町           | 市役所前               | 鹿児島交通 |
| 23                                                  | 天文館・金生町           | 鹿児島駅前             | 鹿児島交通 |
| 市28                                                | 騎射場・県庁前           | 鴨池港                 | 鹿児島市営 |
| 市29                                                | 騎射場・県庁前           | 鴨池港                 | 鹿児島市営 |
| N38                                                 | 騎射場・県庁前           | 鴨池港                 | 南国交通   |
| 甲東中学校前バス停（下り）−鹿児島県鹿児島市樋之口町 |                          |                        |            |
| 系統番号                                            | 経由地                   | 行先                   | 運行       |
| 1                                                   | 県庁前・平川             | 平川星和台             | 鹿児島交通 |
| 2                                                   | 騎射場・谷山駅前         | 動物園                 | 鹿児島交通 |
| 6                                                   | 恵比須中央・慈眼寺公園前 | 慈眼寺団地             | 鹿児島交通 |
| 6                                                   | 生協病院前・慈眼寺公園前 | 慈眼寺団地             | 鹿児島交通 |
| 6-2                                                 | 新和田橋・慈眼寺公園前   | 慈眼寺団地             | 鹿児島交通 |
| 6-3                                                 | 県庁前・新和田橋         | 慈眼寺団地             | 鹿児島交通 |
| 7                                                   | 坂之上・国際大学前       | 慈眼寺団地             | 鹿児島交通 |
| 8                                                   | 竹ノ迫・自由ヶ丘         | ふれあいスポーツランド | 鹿児島交通 |
| 8                                                   | 竹ノ迫・自由ヶ丘         | 中山団地中央           | 鹿児島交通 |
| 9                                                   | 騎射場・日之出町         | 紫原                   | 鹿児島交通 |
| 14                                                  | 騎射場・脇田             | 大学病院前             | 鹿児島交通 |
| 15                                                  | 市営プール前・郡元       | 紫原                   | 鹿児島交通 |
| 15                                                  | 市営プール前・郡元       | 西紫原中学校下         | 鹿児島交通 |
| 15                                                  | 市営プール前・郡元       | 西紫原中学校前         | 鹿児島交通 |
| 15-3                                                | 市営プール前・郡元       | 広木農協前             | 鹿児島交通 |
| 23                                                  | 騎射場・県庁前           | 鴨池港                 | 鹿児島交通 |
| 市28                                                | 千石馬場・下伊敷         | 伊敷団地               | 鹿児島市営 |
| 市29                                                | 千石馬場・下伊敷         | 交通局北営業所前       | 鹿児島市営 |
| N38                                                 | 中之平・鹿児島高校前     | 明和                   | 南国交通   |

## 隣の停留場
鹿児島市交通局
鹿児島市電1系統
高見馬場停留場 - 甲東中学校前停留場 - 新屋敷停留場

## その他
- かつて当停留場と高見馬場停留場の間に山之口町停留場（旧称は山之口馬場停留場）があった。1943年5月5日に廃止となっている。